# Vellupiláj Prabhakaran
Vellupiláj Prabhakaran (26. listopad 1954, Valvettithurai, Jaffna – 18. květen 2009) byl tamilský separatistický povstalec.

## Život
Narodil se na severu Srí Lanky jako nejmladší ze čtyř dětí; byl fascinován již od mládí nejenom velkými světovými vůdci (např. Napoleonem, či Alexandrem Velikým), nýbrž také lokálními rebely (např. Subhásem Čandrou Bosem a Bhagatou Singhem), již se v minulosti aktivně vzpírali britské koloniální nadvládě. Od 70. let 20. století až do své smrti při útěku v sanitce roku 2009 byl vůdcem militantní separatistické organizace, zvané Tygři osvobození tamilského Ílamu (LTTE), jež usilovala z důvodu útlaku a nerovnoprávností o nezávislost severní a východní části Srí Lanky, obývané lokálně majoritními hinduistickými Tamily na zbytku většinové části ostrova, kde naopak tvořili většinu budhističtí Sinhálci.

### Občanská válka na Srí Lance (1983–2009)
V roce 1983 vypukla na Srí Lance (Cejlonu) etnická občanská válka, jíž vedli tamilští separatisté za vedení Vellupiláje Prabhakarana do uzavření míru v květnu roku 2009 takřka 26 let. Pod jeho vedením dokázali povstalci obsaditi jednu třetina ostrova a vystavět letectvo, které bylo schopné bombardovat hlavní město Colombo. Konec války ohlásil v parlamentu tehdejší srílanský prezident Mahinda Radžapaksa.